# Ӡ (кириллица)
Ӡ, ӡ (в Юникоде называется абхазская дзэ) — буква расширенной кириллицы. Используется в абхазском языке, где является 19-й буквой алфавита, а также нганасанском, негидальском, орокском и удэгейском языках. Обозначает согласный звук [d͡z].
Происходит от буквы кириллицы З.